# Christopher Cazenove
Christopher de Lerisson Cazenove (Winchester, 17 de diciembre de 1943-Londres 7 de abril de 2010) fue un actor inglés. Comenzó a ganar notoriedad en la década de 1970, cuando trabajó en la serie de televisión The Duchess of Duke Street. Su popularidad aumentó cuando interpretó a Ben Carrington en la serie estadounidense Dynasty.

## Biografía
Christopher Cazenove nació el 17 de diciembre de 1945 en Winchester, en el seno de una familia con ancestros hugonotes. Cursó estudios secundarios en el Eton College y se formó como actor en el Bristol Old Vic Theatre School, del que egresó en 1966.
Su primer trabajo en teatro fue Hombre y superhombre en el Phoenix Theatre de Leicester en 1967. Debutó en cine en 1970, en Julio César. Algunos de sus siguientes papeles fueron en largometrajes como Royal Flash (1975), East of Elephant Rock (1977), Amanecer zulú (1979) o Heat and Dust (1982). En televisión trabajó en la serie estadounidense A Fine Romance. Entre 1976 y 1977, interpretó a Charlie Tyrrell en la serie The Duchess of Duke Street. En 1985 interpretó al Barón en la adaptación televisiva de la novela Kane y Abel y al capitán Preston en Jenny's War. Entre 1986 y 1987, encarnó a Ben Carrington en la serie estadounidense Dynasty en treinta y seis episodios. Fue este papel el que le dio popularidad internacional.
En 1990 actuó en la película Tres hombres y una pequeña dama, secuela de Tres hombres y un bebé. En 2001, interpretó a John Thatcher, padre del personaje de Heath Ledger en A Knight's Tale. Ese mismo año, consiguió el papel de Row Colemore en la serie dramática Judge John Deed, donde trabajó hasta 2003. Desde 2005 hasta 2008 interpretó a Henry Higgins en el musical My Fair Lady. Su último trabajo en televisión fue en la serie de la BBC Hotel Babylon, emitida en 2009.
Entre 1973 y 1994, estuvo casado con la actriz Angharad Rees, con quien tuvo dos hijos. El mayor, Linford, murió en un accidente automovilístico en 1999.
Cazenove falleció el 7 de abril de 2010 debido a una septicemia que padecía desde finales de febrero. El actor se encontraba internado en el Hospital Saint Thomas de Londres. Estaba en pareja con Isabel Davis, con quien mantuvo una relación de siete años.